# Fêtes historiques du Festin
En Belgique, les fêtes historiques du Festin 1578, commémorent la libération de la ville de Lessines par Sébastien de Tramasure, capitaine de la milice bourgeoise, qui, grâce à l'intercession de Notre-Dame, délivra la ville assiégée par une troupe armée forte de quelque 900 hommes. Ce fait d'armes accompli, selon la tradition, le mercredi 26 août 1583 est depuis célébré chaque année à Lessines depuis la fin du XVIe siècle. 
Toutefois, dès la fin du XVIe siècle, des erreurs vont se glisser dans la réalité historique et, en 1650, le chanoine Philippe Brasseur publie l'erreur dans son « Origines Omnium Hannoniae Coenobiorum Octo Libris Breviter Digestae ». 
En réalité, le « Festin » rappelle le siège de Lessines, la nuit des 13 au 14 novembre 1578 par le capitaine Jehan Quintin, commandant le régiment de Montigny, propriété d'Emmanuel de Lalaing qui devient grand bailli de Hainaut en 1582. 
Autrefois nommé « Le Jour de l'Assaut », la commémoration est devenue « Festin » vers la fin du XIXe siècle. 

## Contexte politique général
Dès le début du XVIe siècle, l'empereur Charles Quint régnait sur les Dix-Sept Provinces des Pays-Bas, comprenant la Belgique et les Pays-Bas actuels. En 1555, son fils Philippe II lui succède.
Aussi lointain qu'impopulaire en nos contrées, l'autorité de Madrid y régnait à travers l'office d'un gouverneur. L'impitoyable Duc d'Albe, le sage Requesens, le brillant Don Juan d'Autriche, vainqueur à Lépante, et l'habile Alexandre Farnèse, son lieutenant, se succédèrent ainsi à la tête de nos provinces. En 1579, les provinces du nord se déclarèrent indépendantes, sous l'autorité de Guillaume le Taciturne, par la signature du traité d'Utrecht, fondant la République des Sept Provinces Unies. De leur côté, les provinces du sud, signataires du Traité d'Arras, avaient fait allégeance au roi d'Espagne. Le climat d'agitation permanente qui régnait alors dans la région de Lessines était encore renforcé par les troubles qui déchiraient alors les chrétiens d'Europe occidentale, en raison des différentes réformes initiées par le courant protestant. S'ensuivaient de fréquentes incursions de troupes venues du nord, qui pillaient et brûlaient villes et campagnes. Afin d'éviter telle mésaventure, toutes les dispositions furent prises pour assurer la défense de Lessines. Les autorités communales adoptèrent un règlement de police draconien, instaurant un couvre-feu et organisant un service du guet sur les remparts.

## Lessines en 1578
C'est ainsi que la nuit du 13 au 14 novembre 1578, comme le relatent les comptes de la massarderie de 1578-1579, le capitaine Quintin viendra assiéger la cité qui lui avait refusé l'hébergement le 6 novembre précédent. Incendiant l'une ou l'autre porte, le régiment s'arrête devant celle de Pierre à laquelle est accolée un faubourg extramuros que les soldats commencent à piller. Vers 4 heures du matin, le Magistrat lessinois décide de la sortie de la Compagnie de la Jeunesse commandée par Sébastien de Tramasure, fils de Jean, l'un des échevins en exercice. La milice sort par la porte d'Ogy, ornée d'une statue de Notre-Dame, pour surprendre l'ennemi à la porte de Pierre. 
L'entreprise est un succès total, puisque les assiégeants sont mis en déroute et partent sans demander leur reste. La victoire est dédiée à la Vierge Marie, voire attribuée à son intercession miraculeuse, tant le désastre avait pu paraître inévitable. C'est que, pendant l'assaut, les bourgeois de la ville n'avaient pas manqué de diriger leurs prières vers la Reine du Ciel.

## Origine des festivités
Les autorités communales décident qu'en témoignage perpétuel de reconnaissance une procession, à laquelle prendrait part toute la population, aurait lieu chaque année autour des remparts.
La tradition rapporte également qu'au lendemain de la victoire Sébastien de Tramasure se rend à la chapelle élevée sur les remparts afin de déposer son épée aux pieds de l'image de la Très Sainte Mère du Sauveur, dorénavant vénérée sous le vocable de Notre Dame de la Porte d'Ogy.
Certains historiens ne se priveront pas de relater l'événement de manière parfois assez loufoque. Ainsi peut-on lire dans l'Histoire Générale des Pays-Bas, publiée à Bruxelles en 1720 : «En 1583, les Huguenots assiégèrent cette ville et crurent s'en rendre les maîtres par escalade; mais un Capitaine des Bourgeois faisant la ronde des remparts coupa la tête à un des chefs des Huguenots, qui étoit monté le premier, ce qui fut cause que la ville fut délivrée. C'est en commémoration de cette délivrance qu'on y fait … une procession annuelle, dans laquelle on porte en triomphe le même sabre, avec lequel la tête du chef des Huguenots a été coupée».
Quoi qu'il en soit, le célèbre fait d'armes devient, semble-t-il à partir de 1590, l'objet de représentations théâtrales « le jour de l'assault et de la victoire que l'on eulx encontre des gueux ». La Société de Madame Sainte Rose s'emploie à récréer les manants en jouant sur la place publique la fameuse scène, et se fait rétribuer à charge des finances communales. C'est qu'il s'agit d'attirer en nombre les gens des environs, non seulement à la procession, pour qu'ils honorent la religion, mais également afin de mieux remplir les caisses de la ville, qui taxe considérablement les boissons alcoolisées que les visiteurs ne manqueront pas d'ingurgiter à grandes lampées.
De précieuses indications sur les origines historiques de cette fête nous sont ainsi fournies par les comptes du massard, entreposés aux Archives Générales du Royaume. Ce dernier rétribue de même « quattres joueurs de haubbois de Vallenciennes pour estre venus en ceste ville jouer à la procession comme au festin de la bonne victoire heu contre l'ennemy ».
La première commémoration importante de l'assaut de 1578, c'est-à-dire le premier grand « Jour de l'Assaut », semble cependant dater de 1598. C'est en effet la première fois que le massard fait état de dépenses occasionnées par l'accueil de divers groupes venus des environs pour rehausser cet événement: Confréries de Saint-Sébastien de Grammont et de Bois-de Lessines, Archers du Grand Serment de Flobecq… La Compagnie de Madame Sainte-Dorothée, autre troupe de comédiens locaux, est également payée « pour avoir jouet la IIIIe semaine du mois daougst par ung mercredi après la procession d'Ath certaine histoire en commémoration de la victoire obtenue contre les ennemis de Dieu et de sa majesté pensant surprendre et eschellier ladite ville en l'an 1583 »: comme on le constate, l'erreur 1578/1583 s'est déjà bien installée! 
Jusqu'à la fin du XVIIIe siècle, le Jour de l'Assaut sera célébré avec la pompe la plus officielle. Bailli, mayeur, échevins et conseillers assistent à la messe solennelle avant de suivre le clergé dans les rues de la ville, accompagnés en bon ordre par les corporations, les confréries et les serments. Le périple s'achève devant la Porte d'Ogy, seul vestige des fortifications qui subsista jusqu'en 1804.
Le 8 mars 1634, Sébastien de Tramasure quittait le monde des vivants pour entrer dans la légende. Il fut enterré dans la petite chapelle du Couvent des Sœurs noires, dont les murs bordent le parvis de l'église Saint-Pierre. Sur une dalle commémorative (renovatum 1888), une courte épitaphe résume pour la postérité ses exploits déjà passés dans la mémoire collective: «Chy gistent Sébastien de Tramasure en son temps capitaine des bourgeois qui en l'an 1583 abattit du rampart hollandois et anglois ennemis lors de notre foy..»... erreur historique, quand tu nous tiens... 
C'est progressivement au cours de la seconde moitié du XIXe siècle que le Jour de l'Assaut va laisser la place au Festin...

## Les fêtes du Festin actuelles
Les Fêtes Historiques du Festin commémorent un fait d'armes accompli, selon la tradition, le mercredi 26 août 1583 : la délivrance de la ville, assiégée par une troupe de mercenaires venus du nord, grâce à la victoire acquise par la milice bourgeoise, placée sous le commandement de son capitaine, Sébastien de Tramasure. 
Au cours des siècles, la procession originelle s'est peu à peu étoffée. De nos jours, elle est précédée d'un somptueux cortège historique, qui rassemble plusieurs centaines d'artistes et de figurants en costumes d'époque.
Depuis plusieurs années, un ensemble de spectacles et d'animations viennent également compléter cette célébration, à la fois religieuse et profane.
Pendant deux jours, le Festin de Lessines constitue ainsi le centre d'une évocation haute en couleur des Fêtes de la Renaissance dans les Pays-Bas méridionaux. 
Pour les petits comme pour les grands, 1583 devient ainsi un nombre magique grâce auquel se réalise un incroyable voyage à travers le temps.

## Programme du week-end

### La Franche-Foire
- Le samedi de 12 heures à 23 heures
- Le dimanche de 10 heures à 18 heures

La Franche-Foire aux artistes, artisans et métiers d'art est située dans le cœur historique de la ville. Tout comme le marché hebdomadaire, la foire annuelle existe, selon la formule consacrée, de toute ancienneté et de temps immémorial. Connue à l'origine comme « fieste francque à warder le jour de la Saint-Mathieu », soit le 21 septembre, elle était le rendez-vous des commerçants nomades. En 1453, Philippe le Bon, duc de Bourgogne, confirme l'octroi fait par ses prédécesseurs aux bourgeois de la ville. Il étend même ce privilège en permettant aux marchands de se rendre et de séjourner à l'intérieur des remparts à cette occasion sans qu'on puisse les arrêter pour nul méfait ou nulle dette, sauf pour délit envers le souverain ou dettes contractées dans le cadre de la foire.
Afin de signaler les droits de franchise dont bénéficiait ainsi la foire, l'usage était de dresser sur la place publique où elle se tenait une perche surmontée d'un aigle. A Lessines, ce privilège pouvait être invoqué durant sept jours, soient trois avant l'ouverture de la foire et trois après sa clôture.
Une nouvelle confirmation des foires et marchés francs est accordée par Philippe II, roi d'Espagne, en date du 10 septembre 1565. La franche foire annuelle se tenait alors la veille du dimanche qui précède la Saint-Mathieu.
Quelque temps après, elle est transférée au vendredi qui suit la Saint-Jean-Décollé, vers la fin du mois d'août.
Les Halles constituaient le plus ancien bâtiment civil de la ville ; leur représentation figurait déjà au XIIIe siècle dans le "Vieil Rentier" des Sires d'Audenarde. C'est là que se faisait l'étalage de la Saint Mathieu. Elles servirent également de maison échevinale jusqu'à leur cession définitive à la commune par le Comte de Hainaut, au XIVe siècle. Ce dernier s'était cependant réservé une partie du droit d'étalage, qu'il continua de percevoir sur les marchés hebdomadaires, qui avaient remplacé les halles permanentes, transformées en hôtel de ville et réaffectées en partie au logement des lombards. Le bâtiment fut détruit par un incendie en 1516 et reconstruit l'année suivante dans un style plus monumental. Il comportait alors un beffroi à toiture renflée, en forme de bulbe, que rappelle l'hôtel de ville actuel, datant de 1889.
Par décret du 17 octobre 1755, l'impératrice Marie Thérèse ratifia les octrois de 1453 et de 1565 et approuva les modifications de dates sollicitées par les autorités communales. Dès ce moment, deux foires annuelles furent organisées, à savoir le 18 avril et le 17 octobre. Ce nouveau calendrier resta en vigueur jusqu'au 30 vendémiaire, an XII, soit le 22 octobre 1804, date à laquelle le gouvernement français donna son accord pour une nouvelle modification. Trois foires annuelles furent ainsi organisées, à savoir, le mardi suivant le quatrième dimanche après Pâques, la mardi suivant le deuxième dimanche d'août et le mardi de la Laetare.
Vers la fin du XIXe siècle, les foires annuelles disparurent progressivement, si bien qu'en 1906, un historien local pouvait affirmer qu'elles n'existaient plus que sur papier.
Depuis 1983, la franche foire annuelle se déroule à nouveau chaque année sur le parvis Saint-Pierre et dans le cadre de l'hôpital Notre-Dame à la Rose sous la forme d'une rencontre artisanale, destinée à recréer l'atmosphère des grands marchés populaires du XVIe siècle.
La Franche Foire actuelle s'ouvre ainsi au public, chaque année, les premiers samedi et dimanche de septembre. Illustrant à la fois les techniques traditionnelles et la création contemporaine, les participants endossent pour l'occasion un costume d'époque et viennent travailler devant le public.
Un prix spécial est décerné à l'artisan qui s'est particulièrement distingué par la qualité de son travail par le Collège des Bourgmestre et Échevins, accompagné dans sa visite, par une délégation du Conseil communal. Un second prix est également décerné par l'ASBL Fêtes historiques du Festin 1583, de manière à récompenser la fidélité des participants

### La Joyeuse-Entrée
Le samedi de 15 heures 30 à 18 heures
La Joyeuse-Entrée de l'archiduc Mathias d'Autriche, Gouverneur des Pays-Bas pour les XVII Provinces est ici représentée ; accueilli vers 15 heures 30 devant la Porte d'Ogy par les autorités communales, l'hôte illustre accomplit d'abord un périple dans le centre-ville pour gagner ensuite la place Alix de Rosoit, où un spectacle est donné en son honneur par des musiciens, des chanteurs, des danseurs, des jongleurs et des acrobates…

### Le Festin de la Renaissance
Le samedi de 19 heures 30 à 23 heures 30, dans le site historique
Dans le centre historique de la ville, depuis 2009, un festin ou banquet de la Renaissance constitue une évocation haute en couleur de l'idée de fête dans les Pays-Bas méridionaux au temps de Philippe II, clôturée par un grand feu d'artifice. Les hôtes, pour la plupart en costumes du dernier tiers du XVIe siècle, prennent place à des tables décorées afin de participer à un repas en plusieurs services. Ce banquet est constitué de mets élaborés sur des recettes d'époque. Les ripailles sont ponctuées de divers spectacles — combats, jongleries, fauconnerie, chants, danses, musique... toujours en costumes d'époque et constituant autant de tableaux vivants. 
Parallèlement au banquet, la Franche Foire aux artistes, artisans et métiers d'art se poursuit en nocturne sur le Parvis de l'Eglise Saint-Pierre. 

### La Journée du dimanche
La journée du dimanche est toute imprégnée d'une tradition plusieurs fois séculaire, à laquelle les habitants de la ville sont restés très attachés.

#### Le réveil au Tambour
Le dimanche vers 5h30, dans les rues de la ville
Vers 5h30, la milice bourgeoise parcourt les rues de la ville, afin d'assurer le réveil des habitants au son des tambours de la Garde de Sébastien de Tramasure et des arquebuses du Serment de Saint Roch, tandis que le crieur public proclame le héros du jour et rappelle ses hauts faits.

#### Le Transfert de la Vierge
Le dimanche vers 9h30
Dès 9 heures 30, les autorités ecclésiastiques et civiles, dont Sébastien de Tramasure, capitaine de la milice bourgeoise, et ses officiers, se rendent à la Chapelle de la Porte d'Ogy afin de transférer la statue de Notre-Dame, protectrice de la cité, vers l'église décanale Saint-Pierre, au milieu des salves d'honneur. 

#### La Grand-Messe
Le dimanche à 10h00 dans l'église St Pierre
À 10 heures, une grand-messe d'action de grâce est chantée en son honneur. Cet événement est l'occasion d'évoquer les fastes qui entouraient un tel office dans le courant du XVIe siècle. Le sanctuaire est décoré d'oriflammes aux couleurs de la Vierge, de la Ville et du Saint-Siège. Plusieurs belles pièces de l'important trésor sont utilisées pour le service, tels que chandeliers, croix d'autel et de procession, encensoir, burettes et calice datant de la fin du XVIe siècle, décoré d'angelots et de rinceaux dans le style renaissant. L'exécution de pièces des répertoires grégorien, renaissant et baroque, est assurée par les membres de la chorale Saint-Pierre de Lessines, auxquels viennent se joindre des membres des chorales de la Région. Ils sont accompagnés par le Zwols Koperen Ensemble, un ensemble de cuivres venu des Pays-Bas, et, à l'orgue, par le titulaire de l'instrument. 

#### Le cortège et la Procession
Le dimanche à partir 15 heures
Le cortège s'ébranle dès 15 heures et offre aux spectateurs l'évocation de la société des Pays-Bas de l'époque  tout autant que de celle de Lessines dans le dernier tiers du XVIe siècle. Une trentaine de groupes déambulent ainsi, de Philippe II d'Espagne au gouverneur des Pays-Bas pour les XVII Provinces que fut Mathias d'Autriche, des milices lessinoises à la chambre de rhétorique de Madame Sainte-Rose, des paysans qui vinrent prêter main-forte aux lessinois au bourgmestre de l'époque, c'est une fresque haute en couleur qui précède une procession aussi somptueuse comprenant les confréries avec leurs châsses et statues mais aussi divers représentants des grandes manifestations historiques et religieuses de Belgique. La fresque historique, longue de près de 60 groupes, s'achève avec la statue de Notre-Dame de la Porte d'Ogy.

#### La Remise de l'Épée
Le dimanche vers 17h30 à la chapelle de la porte d'Ogy
C'est devant l'actuelle chapelle de Notre-dame de la Porte d'Ogy que s'accomplit le geste d'offrande de Sébastien de Tramasure: l'épée ex-voto est remise solennellement à Notre-Dame devant la foule qui revit un geste historique.

#### Le Ballet Final Renaissance
Le dimanche à partir 18 heures, placette Alix du Rosoit
C'est l'occasion de se plonger une dernière fois dans l'ambiance des fêtes de la Renaissance: tandis que la Taverne du Grand Bailly dispense mets et breuvages d'époque, les artistes se succèdent sur la place Alix de Rosoit. Ainsi se terminent, dans la liesse, les Fêtes Historiques du Festin, tandis que les derniers artistes et artisans quittent le site de la Franche Foire.

## Le comité organisateur actuel
Formé en association de fait en 1983, le comité organisateur s'est constitué en asbl en 1994. Il est constitué d'une trentaine de membres bénévoles qui assurent la base de l'organisation. Ce groupe de personnes travaille toute l'année à la préparation des fêtes.
La réalisation des activités du week-end proprement dit nécessite la participation d’une centaine de bénévoles qui étoffent cette équipe de base. Celle-ci, sans cette aide, ne pourrait pas réaliser des festivités de cette importance.
Cet esprit de bénévolat est très important dans le fonctionnement de l'asbl. En effet, il permet de donner un vrai sens de sens de la fête conviviale aux festivités du Festin 1583. Cet esprit est un peu notre "marque de fabrique".
Sans aucune aide financière extérieure, depuis plus de 20 ans, notre comité réussit à boucler son budget (+/- 50 000 € chaque année). Ce « miracle » permanent est possible grâce à l’enthousiasme des membres de l’asbl et au soutien permanent de la population lessinoise et des différents  sponsors (Commerçants de la ville, RTBf, No Télé…). Depuis quelques années, une aide en "nature" est fournie par les services techniques de la ville de Lessines qui participent à la préparation des festivités avec la mise à disposition de personnel ouvriers.
Les dates des festivités
1-2-3/09/2006 
31/08 et 1-2/09/2007 
5-6-7/09/2008 
5-6/09/2009 
4-5/09/2010 
3-4/09/2011 
1-2/09/2012 
31/08 et 1/09/2013 

## Projet "EURO XVI"
Depuis 2002, les Fêtes Historiques du Festin 1583 ont pris une dimension européenne. La qualité des spectacles, le sérieux de l'organisation ont été reconnus par les organisateurs des Fêtes du Roi de l'Oiseau du Puy-en-Velay qui ont sollicité la fête belge pour fonder le groupe "EURO XVI" . L'association Euro XVI est le fruit de l'étroite collaboration entre 6 villes européennes qui remémorent tous les ans une des périodes les plus transcendantales ou représentatives de l'histoire de leur ville à l'époque de la Renaissance.
Ces six villes : Bretten (Allemagne), Lessines, Puy-en-Velay (France), Thiene (Italie), Tortosa (Espagne)  et Wittenberg Lutherstadt (Allemagne), deviennent une fois par an de véritables villes du XVIe siècle. Les rues se remplissent d'animation avec l'arrivée d'artisans, musiciens, danseurs et comiques venus de partout. Les citoyens et les miliciens s'habillent en costumes d'époque et promènent dans les rues leurs meilleurs atours. Dans tous les coins s'installent des tavernes où l'on peut déguster des mets et des boissons de l'époque. Une multitude de spectacles de musique, théâtre, danse, tournois, jeux et cérémonies complètent la fête.
En 2002 s'est tenue la première réunion dans laquelle le projet Euro XVI était en gestation, et on réalise actuellement des actions ayant pour objectif de faciliter l'échange de ressources et la promotion dans le cadre de l'Europe des Fêtes qui recréent l'époque de la Renaissance. 
Le samedi 15 septembre 2002, alors que la 17e édition des fêtes Renaissance du Roi de l'Oiseau battait son plein, avait lieu la première rencontre autour d'un projet européen baptisé depuis Euro XVI. Ce projet, qui trouve son origine dans nos fêtes, a pour objectif une coopération entre les grandes fêtes Renaissance d'Europe afin de développer leur notoriété, leur savoir-faire et les échanges entre pays.
En effet, le projet Euro XVI apportera sa modeste mais réelle contribution à la construction d'une Europe citoyenne: par les échanges qu'il génèrera entre jeunes de nos différents pays mais surtout parce que le travail de recherche et de reconstitution historique commun qu'il sous-entend, montrera que les histoires de nos pays ont les mêmes racines...